# Hasht Behesht
Hasht Behesht ("De otte paradiser") er et safavidepalads i Isfahan, Iran. Det er opført i 1669 og er i dag beskyttet af de iranske fredningsmyndigheder.

## Billeder af paladset
- Paladset set fra haven
- Interiør-detalje
- Loftdetaljer med vindue
- Vægmaleri med dansende kvinde

- Wikimedia Commons har flere filer relateret til Hasht Behesht

32°39′12″N 51°40′12″Ø / 32.65333°N 51.67000°Ø